# Wij Willen
“Wij Willen” was een Gentse kunstenaarsvereniging uit de laat-19e eeuw.
“Wij Willen” werd gesticht in 1887 en was de eerste kunstkring die lokaal in Gent een wezenlijke rol heeft gespeeld in het artistieke vernieuwingsproces. Kerngroep was een aantal jongere kunstenaars die zich afscheurden van de behoudsgezinde Gentse "Cercle Artistique et Littéraire". Ze wilden het voorbeeld van ‘Les XX’ in Brussel volgen. Hun grootste problemen daarbij waren hun provincialistische ingesteldheid en de moeilijke financiële situatie van de groep. ‘Wij Willen’ bleef daarom deelnemen aan de tentoonstellingen van de "Cercle Artistique et Littéraire".
In vergelijking met de Gentse normen van die tijd waren de leden van “Wij Willen” wel modernistisch, maar ook traditionele kunstenaars kregen plaats in de kring. Het waren kunstenaars die het impressionisme en symbolisme, in een getemperde, ietwat brave vorm goten en toepasten op vertrouwde thematieken en zo ingang deden vinden bij het burgerlijke publiek.
Leden waren onder meer George Minne, Ferdinand Willaert en Jozef-Xavier Vindevogel.